# Kaminieli Rasaku
Kaminieli Rasaku (12 de julho de 1999) é um jogador de rugby fijiano, que joga na posição de ala.

## Carreira
Originário de Navunimono, na província de Tailevu, Kaminieli Rasaku jogou com a equipe sub-20 de Fiji, campeã mundial júnior de 2019, enquanto jogava pelo Uluinakau Rugby Club. Em seguida, ele então competiu na Skipper Cup com a equipe Tailevu. Em 2022, venceu a Copa do Mundo de Rugby Sevens e foi eleito o melhor jogador da competição.
Ele então se juntou ao Aviron Bayonnais no Top 14 durante a temporada 2022-2023, onde marcou um try em sua primeira partida. Em 31 de outubro de 2022, foi emprestado ao Stade Montois no Pro D2, onde marcou treze tries em dezenove partidas. Em outubro de 2023, Aviron Bayonnais concorda em libertá-lo do seu contrato para que possa regressar ao seu país. No ano seguinte, foi convocado para integrar a seleção nacional nos Jogos Olímpicos de Verão de 2024.